# Тонотосасса (Флорида)
Тонотосасса (англ. Thonotosassa) — переписна місцевість (CDP) в США, в окрузі Гіллсборо штату Флорида. Населення — 15 238 осіб (2020).

## Географія
Тонотосасса розташована за координатами 28°2′32″ пн. ш. 82°17′46″ зх. д. / 28.04222° пн. ш. 82.29611° зх. д. (28.042338, -82.296230).  За даними Бюро перепису населення США в 2010 році переписна місцевість мала площу 73,41 км², з яких 68,63 км² — суходіл та 4,78 км² — водойми.

## Демографія
Згідно з переписом 2010 року, у переписній місцевості мешкало 13 014 осіб у 4848 домогосподарствах у складі 3316 родин. Густота населення становила 177 осіб/км².  Було 5545 помешкань (76/км²).
Расовий склад населення:
| - 76,7 % — білих - 15,6 % — чорних або афроамериканців - 1,7 % — азіатів - 0,5 % — корінних американців - 2,9 % — осіб інших рас |

До двох чи більше рас належало 2,7 %. Частка іспаномовних становила 11,8 % від усіх жителів.
За віковим діапазоном населення розподілялося таким чином: 23,7 % — особи молодші 18 років, 62,2 % — особи у віці 18—64 років, 14,1 % — особи у віці 65 років та старші. Медіана віку мешканця становила 40,7 року. На 100 осіб жіночої статі у переписній місцевості припадало 101,0 чоловіків;  на 100 жінок у віці від 18 років та старших — 100,3 чоловіків також старших 18 років.
Середній дохід на одне домашнє господарство  становив 61 898 доларів США (медіана — 41 739), а середній дохід на одну сім'ю — 72 105 доларів (медіана — 49 013). Медіана доходів становила 43 113 долари для чоловіків та 31 973 долари для жінок. За межею бідності перебувало 21,5 % осіб, у тому числі 28,6 % дітей у віці до 18 років та 12,7 % осіб у віці 65 років та старших.
Цивільне працевлаштоване населення становило 5445 осіб. Основні галузі зайнятості: освіта, охорона здоров'я та соціальна допомога — 20,8 %, науковці, спеціалісти, менеджери — 12,7 %, мистецтво, розваги та відпочинок — 11,1 %, роздрібна торгівля — 10,8 %.